# Leopoldina Ross
Leopoldina Ross Davyes (geb. 20. Juni 1976 in Bissau) ist eine ehemalige guinea-bissauische Ringerin. Sie trat bei den Olympischen Sommerspielen 2004 in Athen an.
Sie fungierte er auch als Fahnenträgerin bei der Eröffnungs- und der Abschlusszeremonie.

## Sport
Ross errang eine Goldmedaille bei den Afrikameisterschaften 2000 in Tunis. Sie trainierte im Wrestling Club of Sportschool in Bissau unter ihrem persönlichen Trainer Alberto Pereira.
Bei den Afrikameisterschaften 2003 in Kairo qualifizierte sie sich für die Olympischen Spiele 2004. Im Wettbewerb Fliegengewicht verlor sie gegen die Französin Angélique Berthenet und die Mongolin Tsogtbadsaryn Enchdschargal und kam damit auf Rang 13 von 14.